# Lettering
La retolació o lettering és una tècnica artística per la qual es crea una paraula dibuixant les lletres que la formen sense seguir un alfabet predefinit. Sol ser un pas en a la creació d'una tipografia: poden ser el primer pas o el segon, sent el primer la creació cal·ligràfica primer. També es fa el lettering per a aplicar aquestes lletres a un objecte o superfície.
Les característiques d'aquesta tècnica són: el tindre un disseny únic i la possibilitat de retocar els traços de la lletra.
Quan ha sigut aplicat a senyals, se l'ha anomenat "escriure senyals" i "dibuixar senyals", amb alguna controvèrsia sobre si realment es deuria considerar "escriure" al fet de dibuixar lletres.
Quan es realitza a mà s'anomena "hand lettering" i quan es realitza per mitjans digitals, simplement "lettering".